# Euphyia cryeropa
Euphyia cryeropa là một loài bướm đêm trong họ Geometridae.